# هجوم الإرهاب البيولوجي لحركة راجنيش عام 1984
سبب هجوم الإرهاب البيولوجي الذي شنته حركة راجنيش عام 1984 تسممًا غذائيًا لـ 751 فردًا في ذا داليس بولاية أوريغون، من خلال التلوث المتعمد لمناضد السلطة في عشرة مطاعم محلية ببكتريا السالمونيلا. أملت مجموعة من التابعين البارزين لباجوان شري راجنيش (المعروف لاحقًا باسم أوشو) بقيادة ما أناند شيلا منع سكان المدينة من التصويت حتى يفوز مرشحوهم في انتخابات مقاطعة واسكو لعام 1984. كانت الحادثة هي الأولى وأكبر هجوم إرهابي بيولوجي مفرد في تاريخ الولايات المتحدة.
بعد تحقيق السيطرة السياسية سابقًا على أنتيلوب بولاية أوريغون، سعى أتباع حركة راجنيش، والتي مقرها مجتمع راجنيش، إلى انتخاب مقعدين من المقاعد الثلاثة في دائرة محكمة مقاطعة واسكو التي رُشحت للانتخابات في نوفمبر عام 1984. خوفًا من عدم حصولهم على أصوات كافية، قرر بعض المسؤولين في مجتمع راجنيش منع الناخبين في ذا داليس، أكبر مركز سكاني في مقاطعة واسكو. كان العامل البيولوجي المختار هو السالمونيلا المعوية التيفية، والتي نُقلت للمرة الأولى من خلال أكواب الماء إلى اثنين من مفوضي المقاطعة ثم، على نطاق أوسع، إلى مناضد وصلصة السلطة.
نتيجةً للهجوم، أُصيب 751 شخصًا بداء السلمونيلات، ونُقل 45 منهم إلى المستشفى، ولكن لم يمت أي منهم. على الرغم من عدم استبعاد التحقيق الأولي الذي أجرته مديرية شئون الصحة العامة في ولاية أوريغون ومراكز مكافحة الأمراض التلوث المتعمد، تأكدت العوامل والتلوث بعد عام واحد فقط. في 28 فبراير عام 1985، ألقى عضو الكونغرس جيمس هـوارد ويفر خطابًا في مجلس النواب الأمريكي حيث «اتهم فيه حركة راجنيش برش السالمونيلا المستنبتة على مكونات مناضد السلطة في ثمانية مطاعم».
في مؤتمر صحفي في سبتمبر عام 1985، اتهم راجنيش العديد من أتباعه بالمشاركة في هذه الجرائم وغيرها، بما في ذلك خطة أُحبطت في عام 1985 لاغتيال وكيل وزارة العدل الأمريكية، وطلب من الولاية والسلطات الفدرالية التحقيق. أنشأ النائب العام لولاية أوريغون ديفيد بي. فرونماير فرقة عمل مشتركة، تتكون من شرطة ولاية أوريغون ومكتب التحقيقات الفيدرالي، ونُفذت أوامر التفتيش في مجتمع راجنيش. عُثر على عينة من البكتيريا تتطابق مع الملوثات التي أصابت سكان المدينة في مختبر طبي في مجتمع راجنيش. أُدين مسؤولان بارزان في مجتمع راجنيش بتهمة محاولة القتل وخدما 29 شهرًا من عقوبة السجن لمدة 20 عامًا في سجن فيدرالي به حدً أدنى من الأمن.

## التخطيط

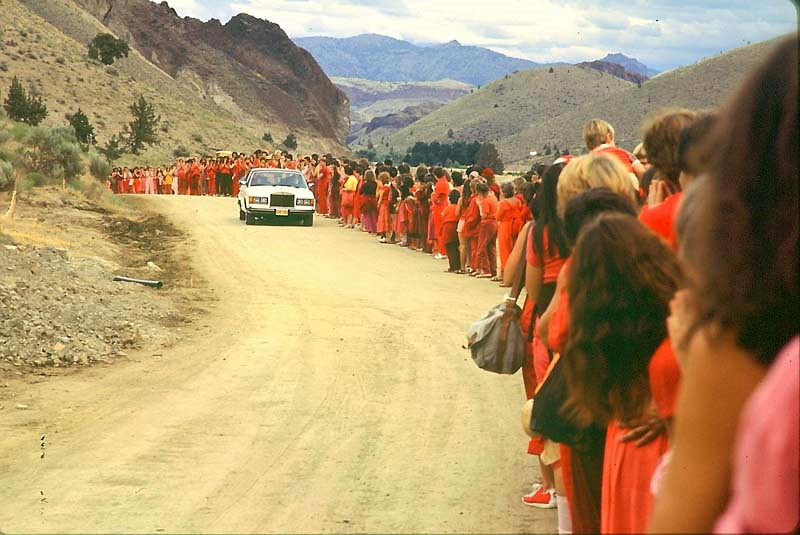
باجوان شري راجنيش في سيارته رولز رويس الفارهة خلال تحية تلامذته له في مجتمع راجنيش عام 1982.

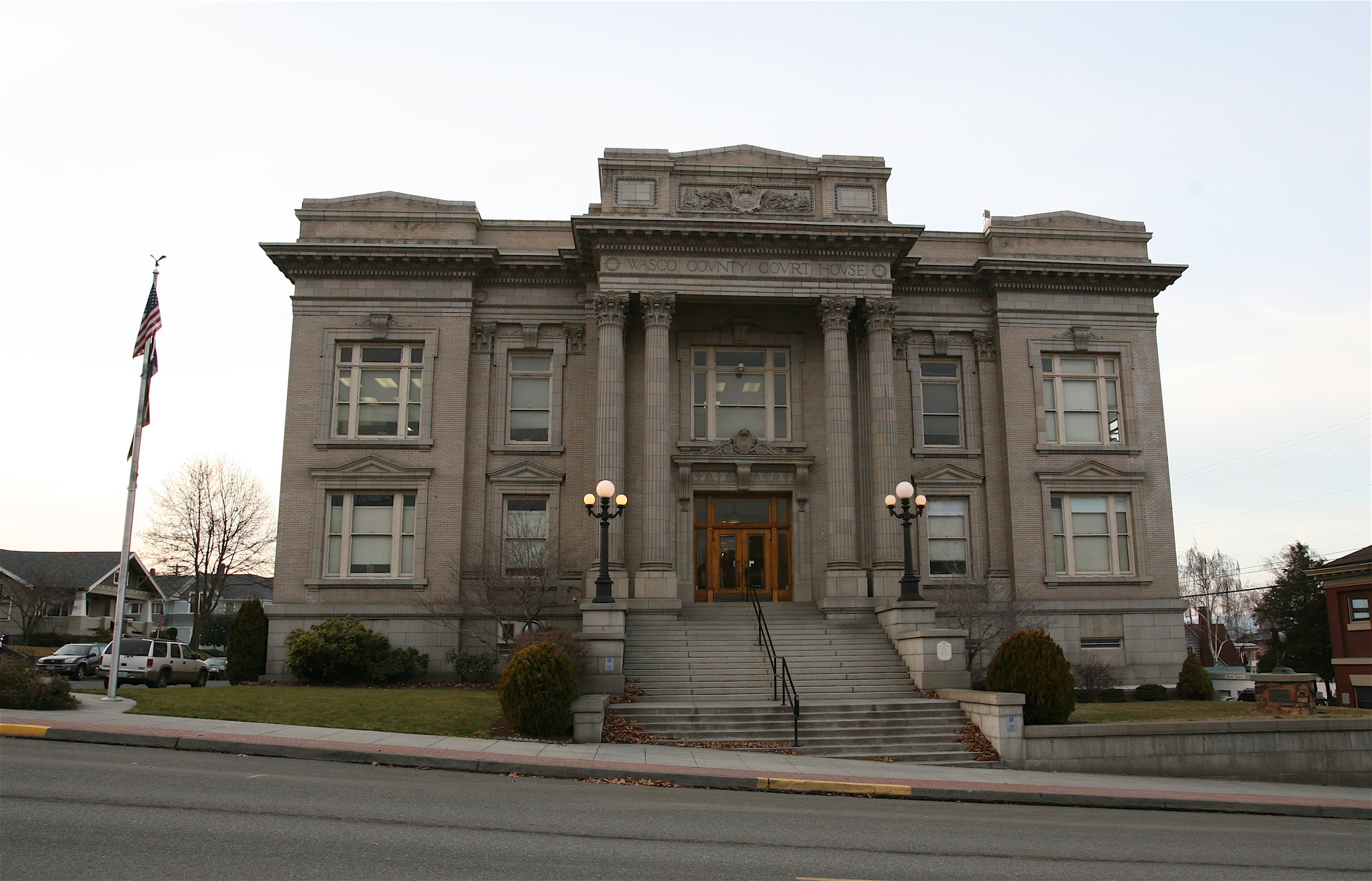
قام منفذو الهجوم بنشر ملوثات السالمونيلا على الأسطح في دار محكمة مقاطعة وساكو.

انتقل عدة آلاف من أتباع راجنيش إلى «المزرعة الطينية الكبيرة» في مقاطعة واسكو الريفية في عام 1981، حيث دُمجوا لاحقًا كمدينة تُسمى مجتمع راجنيش. سيطروا سياسيًا على مدينة أنتيلوب الصغيرة المجاورة بولاية أوريغون (عدد السكان 75 نسمة)، غيروا اسمها إلى «راجنيش». بدأت المجموعة بشروط ودية مع السكان المحليين، لكن العلاقات سرعان ما تدهورت بسبب صراعات استخدام الأرض والتوسع الدراماتيكي للكميونة.
بعد رفض تصاريح البناء لمجتمع راجنيش، سعت قيادة الكميونة إلى تحقيق السيطرة السياسية على بقية المقاطعة من خلال التأثير على انتخابات المقاطعة في نوفمبر عام 1984. كان هدفهم الفوز بمقعدين من بين ثلاثة مقاعد في دائرة محكمة مقاطعة واسكو، بالإضافة إلى مكتب الشريف. تضمنت محاولاتهم للتأثير على الانتخابات برنامج «شارك منزلًا»، الذي نقلوا فيه الآلاف من المشردين إلى مجتمع راجنيش وحاولوا تسجليهم للتصويت لتضخيم دائرة الناخبين لمرشحي المجموعة. تصدى موظف مقاطعة واسكو لهذه المحاولة عن طريق تطبيق لائحة تلزم جميع الناخبين الجدد بتقديم مؤهلاتهم عند التسجيل للتصويت.
خططت قيادة الكميونة لإمراض الناخبين ومنعهم من التصويت في ذا داليس، حيث يقيم معظم الناخبين، للتأثير على الانتخابات. شارك حوالي 12 شخصًا في المؤامرات لتوظيف عوامل بيولوجية، وشارك 11 شخصًا على الأقل في التخطيط لها. يبدو أن ما لا يزيد عن أربعة شاركوا في التطوير في مختبر مجتمع راجنيش الطبي؛ لم يكن كل هؤلاء مدركًا بالضرورة لأهداف عملهم. ساعد ثمانية أفراد على الأقل في انتشار البكتيريا.
شمل المخططون الرئيسيون للهجوم شيلا سيلفرمان (ما أناند شيلا) وكبير ملازمي راجنيش وديان إيفون أونانغ (ما أناند بوجا) وممرضة ممارسة للمهنة وسكرتيرة أمين صندوق مؤسسة راجنيش الطبية. اشتروا بكتيريا السالمونيلا من شركة مستلزمات طبية في سياتل بولاية واشنطن، وزرعها العاملون في مختبرات داخل الكميونة. لوثوا المنتجات في مناضد السلطة على أنه «تشغيل تجريبي». حاولت المجموعة أيضًا إدخال ممراضات في نظام مياه ذا داليس. في حالة النجاح، خططوا لاستخدام نفس التقنيات عند اقتراب يوم الانتخابات. لم ينفذوا الجزء الثاني من الخطة. قررت الكميونة مقاطعة الانتخابات عندما أصبح واضحًا أن المنقولين من خلال برنامج «شارك منزلًا» لن يُسمح لهم بالتصويت.
أُصيب اثنان من مفوضي مقاطعة واسكو الزائرين عن طريق أكواب الماء التي تحتوي على بكتيريا السالمونيلا خلال زيارة لمجتمع راجنيش في 29 أغسطس عام 1984. أُصيب كلا الرجلين بالمرض ونُقل أحدهما إلى المستشفى. بعد ذلك، قام أعضاء فريق شيلا بنشر السالمونيلا على المنتجات في محلات البقالة وعلى مقابض الأبواب ومقابض المباول في مبنى محكمة المقاطعة، لكن لم تسفر هذه الإجراءات عن الآثار المرجوة. في سبتمبر وأكتوبر عام 1984، لوثوا مناضد السلطة في 10 مطاعم محلية بالسالمونيلا، مما أصاب 751 شخصًا. تلقى خمسة وأربعون شخصًا العلاج في المستشفى؛ ونجا الجميع.
تضمن تكتيك النقل الأساسي عضوًا واحدًا يخفي كيسًا بلاستيكيًا يحتوي على سائل بني فاتح به بكتيريا السالمونيلا (يُشار إليه من قبل الجناة باسم «صلصة»)، وإما تُنشر على الطعام في مناضد السلطة، أو تُسكب على صلصة السلطة. بحلول 24 سبتمبر عام 1984، كان أكثر من 150 شخصًا مريضًا على نحو شديد. بحلول نهاية سبتمبر، وُثقت 751 حالة حادة لالتهاب المعدة والأمعاء؛ حددت الاختبارات المعملية أن جميع الضحايا أُصيبوا بالسالمونيلا المعوية التيفية. شملت الأعراض الإسهال والحمى والقشعريرة والغثيان والقيء والصداع وآلام البطن والبراز الدموي. تراوحت أعمار الضحايا من طفل رضيع، وُلد بعد يومين من إصابة والدته وحصل في البداية على فرصة للبقاء على قيد الحياة بنسبة 5 في المائة، إلى عمر 87 عامًا.
اشتبه السكان المحليون في أن أتباع راجنيش وراء التسمم. خرجوا في جماعات يوم الانتخابات لمنع الطائفة من الفوز بأي مناصب في المقاطعة، مما جعل المؤامرة تبوء بالفشل. سحبت حركة راجنيش في النهاية مرشحهم من اقتراع نوفمبر عام 1984. صوّت 239 فقط من سكان الكميونة البالغ عددهم 7,000؛ معظمهم ليسوا مواطنين أمريكيين ولا يمكنهم التصويت. كلف تفشي المرض المطاعم المحلية مئات الآلاف من الدولارات وأغلق مسؤولو الصحة مناضد السلطة في المؤسسات المتأثرة. خاف بعض السكان من وقوع المزيد من الهجمات ومكثوا في منازلهم. قال أحد السكان: «الشعب مذعور وخائف للغاية. لن يخرج الشعب، لن يخرجوا وحدهم. أصبح الشعب سجينًا».